# Andrej Prokofjev
Andrej Vasiljevitsj Prokofjev (Russisch: Андрей Васильевич Прокофьев) (Lesnoj (oblast Sverdlovsk), 6 juni 1959 - Jekaterinburg, 19 juni 1989) was een Sovjet-Russisch atleet.

## Biografie
Tijdens de Olympische Zomerspelen 1980 werd Prokofjev op de 4x100 meter olympisch kampioen, op de 110 meter horden werd Prokofjev vierde.
Prokofjev was depressief en pleegde zelfmoord door middel van ophanging.

## Titels
- Olympisch kampioen 4 x 100 m - 1980
- Europees kampioen 4 x 100 m - 1982

## Persoonlijke records
| Onderdeel    | Prestatie | Jaar |
| ------------ | --------- | ---- |
| 100 m        | 10,33 s   | 1982 |
| 110 m horden | 13,28 s   | 1988 |

## Palmares

### 110 m horden
- 1980: 4e OS - 13,49 s
- 1982:  EK - 13,46 s

### 4 x 100 m
- 1980:  OS - 38,26 s
- 1982:  EK - 38,60 s
- 1983:  WK - 38,41 s

1912: Jacobs, Macintosh, d'Arcy, Applegarth ·
1920: Paddock, Scholz, Murchison, Kirksey ·
1924: Clarke, Hussey, Leconey, Murchison ·
1928: Wykoff, Quinn, Borah, Russell ·
1932: Kiesel, Toppino, Dyer, Wykoff ·
1936: Owens, Metcalfe, Draper, Wykoff ·
1948: Ewell, Wright, Dillard, Patton ·
1952: Smith, Dillard, Remigino, Stanfield ·
1956: Murchison, King, Baker, Morrow ·
1960: Cullmann, Hary, Mahlendorf, Lauer ·
1964: Drayton, Ashworth, Stebbins, Hayes ·
1968: Greene, Pender, Smith, Hines ·
1972: Black, Taylor, Tinker, Hart ·
1976: Glance, Jones, Hampton, Riddick ·
1980: Moeravjov, Sidorov, Prokofjev, Aksinin ·
1984: Graddy, Brown, Smith, Lewis ·
1988: Bryzgin, Krylov, Moeravjov, Savin ·
1992: Marsh, Burrell, Mitchell, Lewis ·
1996: Esmie, Gilbert, Surin, Bailey ·
2000: Drummond, Williams, Lewis, Greene ·
2004: Gardener, Campbell, Devonish, Lewis-Francis ·
2008: Bledman, Burns, Callender, Thompson ·
2012: Carter, Frater, Blake, Bolt ·
2016: Powell, Blake, Ashmeade, Bolt ·
2020: Desalu, Jacobs, Patta, Tortu ·
2024: Brown, Blake, Rodney, De Grasse
- World Athletics: 14343023